# Хокак
Хока́к (тадж. Хокак) — село у складі Хатлонської області Таджикистану. Входить до складу джамоату Худойназара Холматова Шахрітуського району.
Назва села означає «ґрунтик», складається з хок (ґрунт) та -ак (зменшуючий суфікс). В радянські часи село називалось участок Партз'їзд.
Населення — 3684 особи (2017).